# Jean Llante
Jean Llante, né le 9 décembre 1914 à Saint-Laurent-de-Cerdans (Pyrénées-Orientales) et mort le 28 octobre 1985 à Toulouse (Haute-Garonne), est un homme politique français. Membre du Parti communiste français, il est député de l'Aude, puis de Haute-Garonne sous la IVe République.

## Biographie

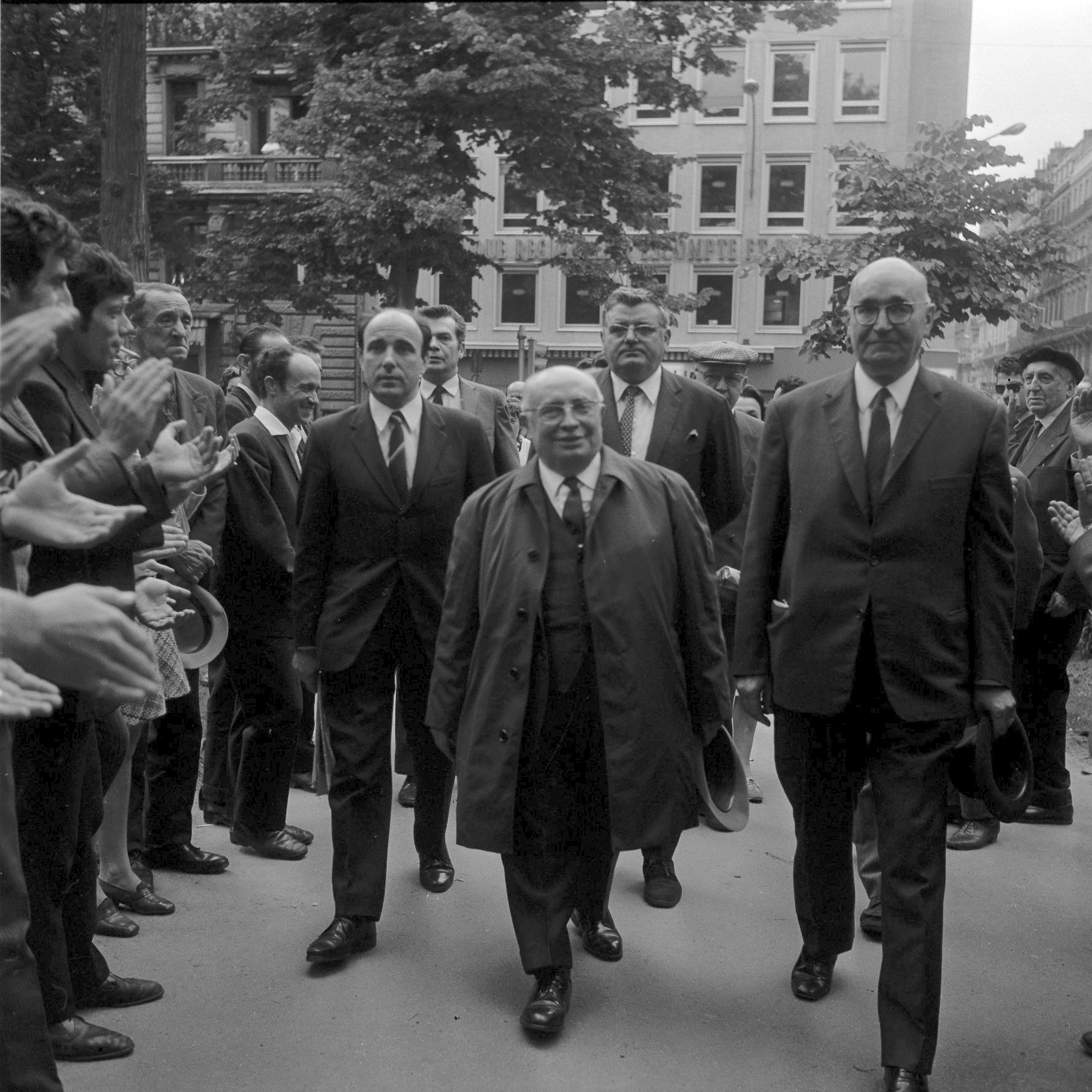
Jean Llante aux côtés de Jacques Duclos et Jean-Baptiste Doumeng pendant l'élection présidentielle de 1969.

Jean, Joseph, Vincent Llante nait en 1914 à Saint-Laurent-de-Cerdans, cité ouvrière des Pyrénées-Orientales spécialisée dans le textile. Son père, Sébastien Llante (1889-1955), militant communiste et ancien combattant, est ouvrier cordier, puis travaille pour la Compagnie des Chemins de fer du midi, à Narbonne, où Jean Llante passe son enfance et où il se marie en 1938.
Jean Llante est un des fondateurs des Jeunesses communistes de l'Aude en 1930.
Durant les années 1930, Jean Llante milite pour le parti communiste à Narbonne et, en soutien aux républicains de la guerre civile espagnole réfugiés dans la région, il crée en 1938 un comité franco-espagnol du Rassemblement populaire.
En 1940, il est arrêté en tant que communiste et purge une peine de deux ans de prison. En 1942, Le Parti communiste clandestin le charge d'organiser à Grenoble des groupes FTP. À nouveau arrêté en 1943, il réussit à s'évader et participe à la Résistance à Lyon aux côtés de Raymond Guyot et Léon Mauvais. Il joue un rôle important dans la libération de la ville dont il devient maire-adjoint.
De retour dans l'Aude, il se présente aux législatives en 1946 et 1951 et perd deux fois. Cependant, après le retrait de Joseph Cerny pour raison de santé, il devient député en 1947, année où il est élu aux municipales à Carcassonne.
En 1953, il part s'installer à Toulouse. Il dirige la fédération communiste de la Haute-Garonne (jusqu'en 1972), devient député en 1956 puis conseiller municipal.
En 1982, il publie ses mémoires politiques : Libertat. 50 ans pour un espoir.

## Détail des fonctions et des mandats
Mandats parlementaires
- 14 mars 1947 - 4 juillet 1951 : député de l'Aude
- 2 janvier 1956 - 8 décembre 1958 : député de la Haute-Garonne

Mandats municipaux
Jean Llante a la particularité d'avoir eu des mandats municipaux dans plusieurs villes :
- Lyon (maire-adjoint, en 1944-1945)
- Carcassonne (premier adjoint au maire, de 1947 à 1953)
- Toulouse (conseiller municipal, de 1959 à 1965 puis de 1977 à 1983)